# Golf na Igrzyskach Śródziemnomorskich 2005
Golf na Igrzyskach Śródziemnomorskich 2005 odbywał się w dniach 27–30 czerwca 2005 roku. Zawodnicy obojga płci rywalizowali łącznie w czterech konkurencjach na Campo de Golf de la Villa Mediterránea.

## Podsumowanie

### Klasyfikacja medalowa
| Klasyfikacja medalowa | Klasyfikacja medalowa | Klasyfikacja medalowa | Klasyfikacja medalowa | Klasyfikacja medalowa | Klasyfikacja medalowa |
| Miejsce               | państwo               | Złoto                 | Srebro                | Brąz                  | Razem                 |
| --------------------- | --------------------- | --------------------- | --------------------- | --------------------- | --------------------- |
| 1                     | Hiszpania             | 4                     | 0                     | 0                     | 4                     |
| 2                     | Francja               | 0                     | 3                     | 2                     | 5                     |
| 3                     | Turcja                | 0                     | 1                     | 1                     | 2                     |
| 4                     | Włochy                | 0                     | 0                     | 1                     | 1                     |
| Razem                 | Razem                 | 4                     | 4                     | 4                     | 12                    |

### Medaliści
| Konkurencja   | 1. miejsce               | 2. miejsce     | 3. miejsce        |           |           |           |
| Mężczyźni     | Mężczyźni                | Mężczyźni      | Mężczyźni         | Mężczyźni | Mężczyźni | Mężczyźni |
| ------------- | ------------------------ | -------------- | ----------------- | --------- | --------- | --------- |
| Indywidualnie | Ignacio Sanchez-Palencia | Julien Grillon | Hamza Hakan Sayin |           |           |           |
| Drużynowo     | Hiszpania                | Turcja         | Francja           |           |           |           |
| Kobiety       |                          |                |                   |           |           |           |
| Indywidualnie | Maria Hernandez          | Elena Giraud   | Anne-Lise Caudal  |           |           |           |
| Drużynowo     | Hiszpania                | Francja        | Włochy            |           |           |           |